# Leibniz Universität IT Services

Aktuelles Logo des LUIS

Logo des ehemaligen RRZN

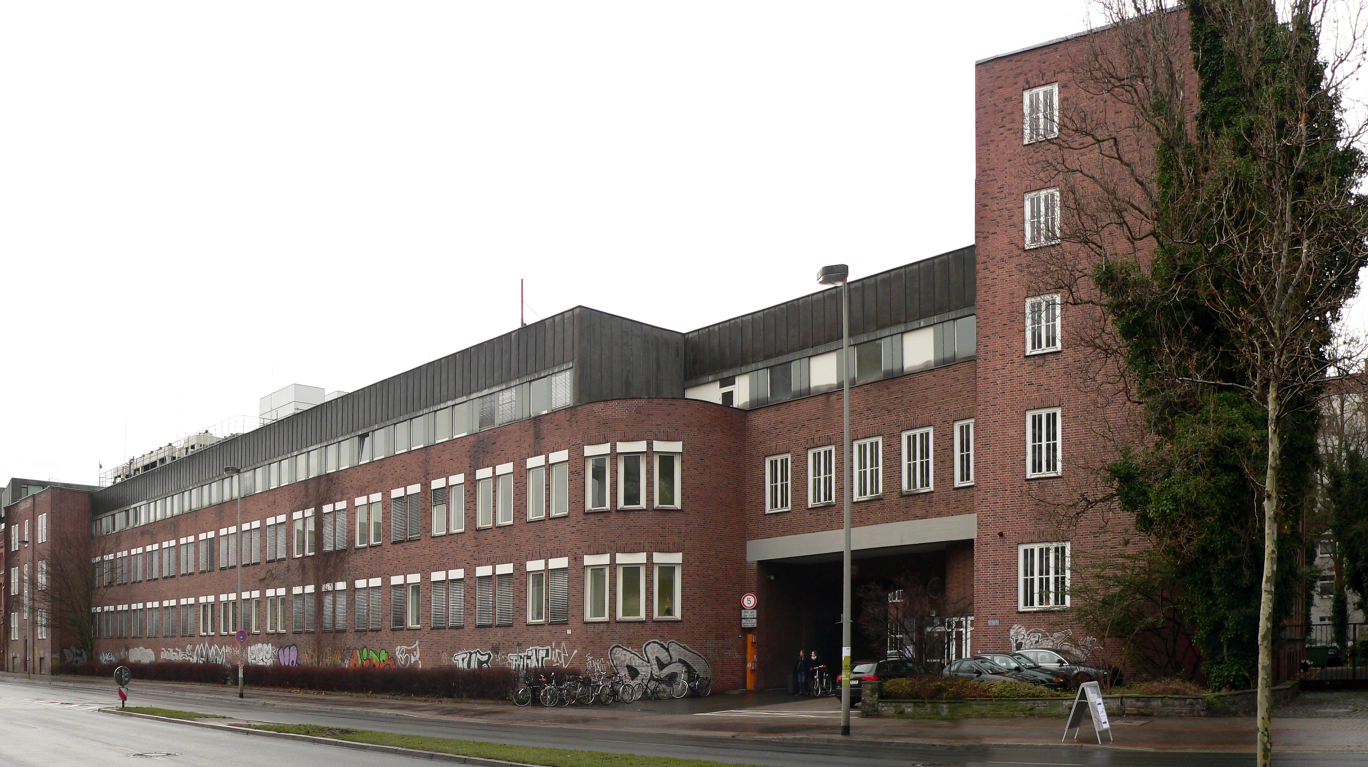
Sitz des LUIS im ehemaligen Firmengebäude der Geschäftsbücherfabrik J. C. König & Ebhardt am Königsworther Platz

Leibniz Universität IT Services (LUIS), ehemals Regionales Rechenzentrum für Niedersachsen (RRZN), ist das zentrale Rechenzentrum der Leibniz Universität Hannover an der Schlosswender Straße in Hannover. Es betreibt das Datennetz der Universität und bietet verschiedene Dienstleistungen an, darunter die Metasuchmaschine MetaGer (in Kooperation mit dem  Suma e. V.). Das Rechenzentrum ist einer der beiden Standorte des Höchstleistungsrechners HLRN-III. Darüber hinaus stehen Ressourcen für die D-Grid-Initiative und hochschulinterne Projekte am LUIS bereit.
Am LUIS, seit 1986 im historischen Industriekomplex der ehemaligen Geschäftsbücherfabrik J. C. König & Ebhardt am Königsworther Platz untergebracht, sind etwa 60 Mitarbeiter in den Bereichen Betrieb, Forschung und Lehre beschäftigt. Mitarbeiter des Rechenzentrums bieten Lehrveranstaltungen zu den Themen Verteiltes Rechnen und Sicherheit an.

## Geschichte
Im Jahre 1969 wurde das RRZN als unselbständige Einrichtung des Landes Niedersachsen an der Universität Hannover gegründet. 1972 konnte der Rechenzentrumsbetrieb mit eigenen Großrechnern aufgenommen werden. Mitte der 1980er Jahre waren insgesamt drei CDC-Rechner vorhanden (CYBER 76, 172 und 825). Diese Rechner standen auch anderen niedersächsischen Hochschulen und Forschungseinrichtungen sowie darüber hinaus Instituten der Universitäten Hamburg und Kiel zur Verfügung. In den ersten zehn Jahren des Rechenzentrumsbetriebs wurden 10 Millionen Programmläufe im Wert von 500 Millionen DM (dies würde heute ungefähr 590 Millionen Euro entsprechen) durchgeführt.

## Hochleistungsrechnen
Am RRZN werden verschiedene Rechen- und Datenressourcen für die Verwendung in regionalen und überregionalen Projekten vorgehalten.

### HLRN

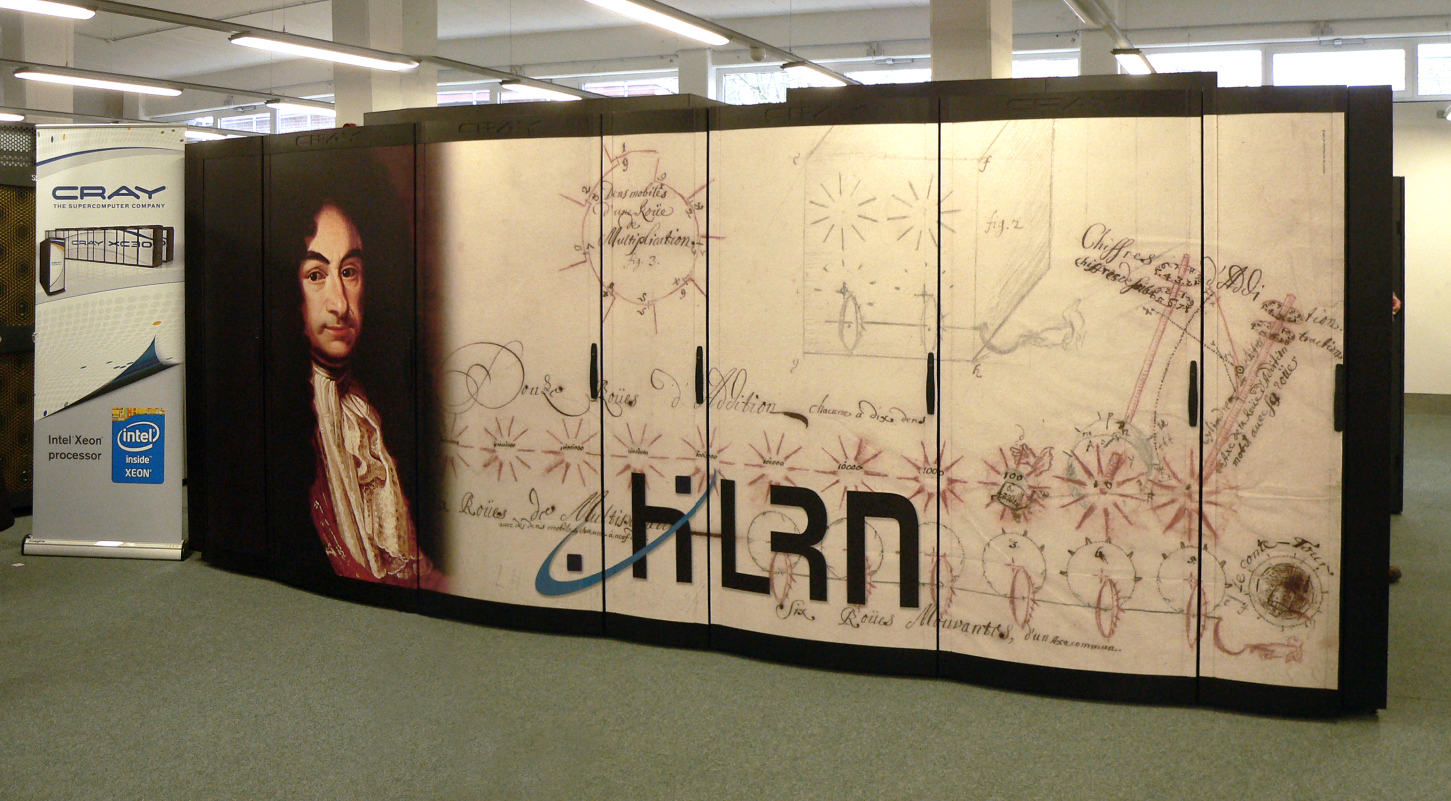
Superrechner HLRN-III am Standort Hannover

Zusammen mit dem Konrad-Zuse-Zentrum für Informationstechnik Berlin betreibt das LUIS seit Anfang 2014 den HLRN-III, einen geographisch verteilten Höchstleistungsrechner. Im Endausbau des 2008 eingeführten HLRN-II standen an beiden Standorten zusammen etwa 25.000 Rechenkerne mit 92 TByte Arbeitsspeicher und einer Gesamt-Rechenleistung von 312 TFlop/s zur Verfügung. In dieser Ausbaustufe wurde der HLRN-II in der Liste der 500 schnellsten Rechner auf den Plätzen 108 und 109 geführt (Stand: November 2011). Die Rechenleistung dient der Forschung insbesondere der norddeutschen Hochschulen und deren Exzellenzinitiativen.

### Rechencluster
Kleinere vom LUIS betriebene Rechencluster stehen Anwendern an der Universität Hannover zur Verfügung; sie umfassen 28 Knoten mit 64 Rechenkernen und etwa 700 GB Arbeitsspeicher.

### Grid Computing
Als Kernstandort der D-Grid-Initiative ist das LUIS an verschiedenen Projekten beteiligt und betreibt einen ausschließlich für Grid Computing verwendeten Cluster. Dieser umfasst 60 Rechenknoten mit insgesamt 480 Kernen und 960 GByte Arbeitsspeicher. Zwei SAN-Systeme mit 115 TByte Gesamtspeicher können für die Speicherung von Ein- und Ausgabedaten genutzt werden.

Das LUIS ist zentraler Betreiber des bundesweiten Accountings im D-Grid auf Basis des Distributed Grid Accounting System des italienischen INFN.

## Dienste
Durch das LUIS werden verschiedene Dienste für Studierende und Beschäftigte der Universität Hannover angeboten, unter anderem:
- Netzzugang per WLAN auf dem Campus der Universität sowie an anderen am Eduroam-Programm teilnehmenden Einrichtungen
- Rechnerarbeitsplätze
- Druck von Postern und Plots
- Bereitstellung von Software (unter anderem im Rahmen der MSDNAA)
- Entwicklung und Hosting von Instituts-Webseiten mit dem CMS Typo3
- sowie die RRZN-Handbücher (siehe unten)

Im Internet steht die Metasuchmaschine MetaGer der Allgemeinheit zur Verfügung.

## Forschung und Lehre
Das LUIS bietet verschiedene Lehrveranstaltungen zum parallelen Rechnen und der IT-Sicherheit an. Das dem LUIS angegliederte Institut forscht in verschiedenen durch Drittmittel geförderten Projekten; die geschäftsführende Direktorin des LUIS ist ebenfalls Direktorin des L3S.

## RRZN-Handbücher
In einer arbeitsteiligen Kooperation mit über 180 Hochschulen in Deutschland, Österreich und der Schweiz bietet das LUIS Handbücher zu verschiedenen computerbezogenen Themen an. Der Themenkatalog erstreckt sich von Grundlagen der PC-Technik bis zu Programmiersprachen; Zielgruppe der beliebten Handbücher sind Studierende.
Das erste noch vom RRZN herausgegebene Handbuch trug den Titel FORTRAN 77 Sprachumfang und erschien in der ersten Auflage im Juli 1982 (Nullnummer Juli 1981). Es befasste sich mit Fortran 77 und war in Varianten für Betriebssysteme von CDC (NOS, NOS/BE, SCOPE 2) sowie DEC, Fujitsu, IBM sowie Siemens erhältlich. Bis März 1985 (7. Auflage) hatte diese Publikation eine Gesamtauflage von 30.000 Exemplaren erreicht. Inzwischen sind über 200 verschiedene Titel mit einer Gesamtauflage von über 3 Millionen Exemplaren erschienen.
Einige Handbücher werden in Zusammenarbeit mit dem Herdt-Verlag verlegt. Alle Bücher können nur von Mitgliedern einer kooperierenden Hochschule bezogen werden.
Die Kooperation wurde von dem damaligen RRZN-Mitarbeiter Dipl.-Math. Wilhelm Noack initiiert und 30 Jahre lang bis zum März 2012 koordiniert.

## Umbenennung
Das RRZN wurde vom Präsidium der Leibniz Universität Hannover mehrmals umbenannt und hat nun (Stand: 29. Juni 2013) offiziell den Namen Leibniz Universität IT Services (LUIS).
Historie der Namensänderung:
- 2010: Zentrale Services Informationstechnologie (ZSIT) "Um den Dienstleistungsaspekt zu betonen, einen eindeutigen Bezug zur Leibniz Universität Hannover herzustellen und die zentrale Funktion neben anderen dezentralen IT-Angeboten hervorzuheben wird das RRZN in „Zentrale Services Informationstechnologie (ZSIT)“ umbenannt"
- 2011: Umbenennung in Zentrale Services Informationstechnologie (ZIT)[14]
- 2011: Umbenennung in Z.IT
- 2011 Umbenennung in Zentrale Services Informationstechnologie: "Das Präsidium beschließt, dass die Zentrale Einrichtung ehemals Rechenzentrum, kurz RRZN, aktuell und ausschließlich die beschlossene Langfassung „Zentrale Services Informationstechnologie“ in der Kommunikation (einschließlich Print) verwenden soll. Die Kurzfassung befindet sich noch in der Prüfung."
- 2011: Internet-Umfrage zur Umbenennung im Rahmen der Entwicklung eines Markenkonzeptes, durchgeführt durch das Institut für Marketing & Management der Leibniz Universität Hannover[15]
- 2012: Umbenennung in Leibniz Universität IT Services (LUIS)[16]